# Sprawa dla reportera
Sprawa dla reportera – autorski program interwencyjny Elżbiety Jaworowicz, emitowany premierowo na antenie TVP1 z przerwami od 29 stycznia 1983 roku oraz w serwisie TVP VOD. Jego celem jest interwencja w trudnych, konfliktowych sprawach społecznych i potencjalne znalezienie rozwiązania trudnych sytuacji życiowych omawianych w programie.

## Opis
Pomysłodawczynią formatu była wieloletnia prowadząca Elżbieta Jaworowicz. Pierwszymi prowadzącymi byli na zmianę Andrzej Krzysztof Wróblewski i Jacek Maziarski, a autorka pełniła funkcję wydawcy i reportażystki. Do 1994 program był nadawany na żywo, od 1994 emisja następuje po wcześniejszym nagraniu.
Program zaczyna się słowami: „Dobry wieczór, dobry wieczór, witam Państwa najserdeczniej”.
Program składa się z dwóch części: reporterskiej, zrealizowanej na miejscu omawianego wydarzenia oraz studyjnej, która przedstawia dyskusję zaproszonego grona znanych ekspertów z bohaterami reportażu. W panelu eksperckim występowały postacie takie, jak Piotr Ikonowicz, Krzysztof Rutkowski, Zbigniew Lew-Starowicz, Piotr Kaszewiak, Eliza Kuna, Stanisław Korzeniewski czy Lidia Staroń.
Program miał wpływ na kulturę popularną i stał się przedmiotem odniesień artystów sztuki współczesnej, a także komików. Krytycy zarzucali mu nierzetelność oraz instrumentalne traktowanie bohaterów, w wyniku czego zostało założone stowarzyszenie Stop Nierzetelni. 
Od początu nadawania programu wszystkie materiały w terenie przygotowywała sama Elżbieta Jaworowicz. W maju 2018 po raz pierwszy wyemitowano reportaż nagrany w terenie przez współpracującą reporterkę. 
Do 3 września 2020 roku program był emitowany w czwartki o godz. 21:30, a od 10 września 2020 roku do 11 lutego 2021 roku w czwartki ok. godz. 22:00, a od 18 lutego 2021 jest emitowany w czwartki o 21:00. Program emitowany jest premierowo także w okresie wakacyjnym.
Od połowy marca 2020 z powodu epidemii koronawirusa (COVID-19) kilka odcinków zostało nagranych z udziałem samej Elżbiety Jaworowicz, a wszystkie dotychczas obecne w studio osoby udzielały się za pośrednictwem transmisji online.

## Odbiór

### Oglądalność
Program Sprawa dla reportera jesienią 2022 roku oglądało średnio 1,25 mln widzów, co stanowiło spadek o 330 tys. oglądających w stosunku do roku poprzedniego.

### Odniesienia w kulturze
Marcin Maciejowski odniósł się do programu w obrazie Elżbieta Jaworowicz rozwiązuje problemy. Program doczekał również się licznych parodii przez kabaret Paranienormalni, w serialu Świat według Kiepskich, a także w środowisku stand-uperów. Program stał się obiektem późniejszych kpin i żartów ze strony internautów, głównie ze względu na późniejsze zmiany w formule programu w postaci koncertów piosenkarzy disco polo.

### Funkcja społeczna
Program poprzez swój interwencyjny charakter zyskał stałe miejsce w ramówce telewizyjnej. Małgorzata Bogunia-Borowska zwracała uwagę, że Sprawa dla reportera niejako zastępuje działanie instytucji państwowych, ponieważ bohaterowie często zwracają się z problemami prawnymi, administracyjnymi bądź w celu skargi na niesłuszną, ich zdaniem, decyzję organów państwowych. Powoływała się również na niskie zaufanie do nich wśród Polaków oraz wysokie w stosunku do stacji telewizyjnych, podkreślając jednocześnie, że formuła programu może obniżać to zaufanie. Pokazywano również, że funkcja społeczna oraz popularność programów interwencyjnych doprowadziła do późniejszego powstania paradokumentów.
Stwierdzano jednak, że funkcja społeczna w programie ulegała wypaczeniu poprzez zapraszanie ludzi ze świata showbiznesu do panelu eksperckiego, którzy wypowiadali się niemerytorycznie, a także udzielali koncertów w programie. Zwracano także uwagę, że wraz z rozwojem programu skupienie uwagi na udziale celebrytów powodowało nie tylko wypaczenie funkcji interwencyjnej, ale zmniejszenie uwagi wobec oryginalnych problemów bohaterów programu. Dr n. med. Jacek Koprowicz, psychiatra i uczestnik panelu eksperckiego programu z dnia 18 listopada 2021, w którym brał udział w związku z reportażem o samobójczej śmierci syna bohaterki, skrytykował później współczesną formułę programu:

Występowałem w Sprawie dla reportera, bo prosiła mnie o to dyrekcja szpitala, w którym pracuję. Ostatnio przestałem, mimo że telewizja chciała, bym pojawiał się w programie jako konsultant-psychiatra, gdy jest taka potrzeba. Mam poczucie, że sens tego programu został wypaczony, a Sprawa… już nie służy pomaganiu, ale raczej opowiadaniu historii celebrytów. Temat ludzi, którzy liczą na pomoc, gdzieś ucieka

## Kontrowersje

### Rzetelność reportaży
Niska rzetelność reportaży była zarzutem podnoszonym przez Krajową Radę Radiofonii i Telewizji, Radę Etyki Mediów, a także dziennikarzy. W odpowiedzi na kontrowersje dotyczące reportaży zostało powołane stowarzyszenie „Stop Nierzetelni”. Treści reportaży były przedmiotem procesów sądowych o naruszenie dóbr osobistych. Reportaż z dnia 6 kwietnia 2017 był badany przez Radę Etyki TVP w związku z zarzutami uczestników programu, że redakcja programu nie skupiła się na problemach materialno-bytowych rodziny, która zwróciła się do programu w związku z brakiem ogrzewania, a na seksualności niepełnosprawnego syna, który wystąpił we fragmentach przebrany za kobietę. Pomimo niestwierdzenia naruszenia, odcinek został usunięty z platformy TVP VOD.

### Sprawa prezesa stowarzyszenia „Dzielny Tata”
7 listopada 2017 roku podczas nagrań do kolejnego odcinka Sprawy dla reportera doszło do awantury. Przedmiotem sporu było nagranie na żywo przez Facebooka przez prezesa stowarzyszenia „Dzielny Tata” Michała Fabisiaka. Osoby uczestniczące w tym programie nie życzyły sobie transmisji na żywo. Elżbieta Jaworowicz przerwała nagranie. Fabisiaka wyprowadziła ochrona. Nagranie programu kontynuowano, ale bez udziału prezesa stowarzyszenia „Dzielny Tata”. Prowadząca podkreśliła, że po raz pierwszy zakłócono program. Incydent został pokazany 9 listopada 2017 roku w TVP1.

### Disco polo w programie
Do studia programu, w trakcie trwania odcinka, wielokrotnie zapraszane są osoby wykonujące piosenki disco polo.
6 stycznia 2022 wyemitowano reportaż dotyczący przemocy seksualnej i burzliwego rozwodu małżeństwa. W trakcie trwania odcinka, przy obecnej w studiu bohaterce odcinka - lider zespołu Masters wykonujący piosenki disco polo, zaśpiewał piosenkę pt. Żono moja, co spotkało się z dużą krytyką programu w internecie.